# Ronde van Italië 2023
De 106e editie van de Ronde van Italië werd verreden van 6 mei tot en met 28 mei 2023. De ruim 3400 kilometer lange wedstrijd startte met een individuele tijdrit in Fossacesia en eindigde in Rome.
De winnaar van deze editie werd Primož Roglič van Team Jumbo-Visma, die echter pas op de voorlaatste dag de roze leiderstrui wist te veroveren. In het eindklassement bleef hij zijn grootste concurrent, de Brit Geraint Thomas, slechts 14 seconden voor. Roglič was de eerste Sloveen die de Ronde van Italië op zijn naam schreef. Remco Evenepoel zorgde voor Belgisch succes door twee individuele tijdritten te winnen en enkele dagen de roze trui te dragen. De Nederlander Thymen Arensman eindigde in het algemeen klassement op de zesde plaats.

## Etappe-overzicht
| Datum  | Etappe  | Start – Finish                   | Afstand (km) | Type                | Winnaar                | Ploeg                 | Klassementsleider  |
| ------ | ------- | -------------------------------- | ------------ | ------------------- | ---------------------- | --------------------- | ------------------ |
| 6 mei  | 1       | Fossacesia – Ortona              | 19.6         | Individuele tijdrit | Remco Evenepoel        | Soudal Quick-Step     | Remco Evenepoel    |
| 7 mei  | 2       | Teramo – San Salvo               | 202          | Vlakke rit          | Jonathan Milan         | Bahrain-Victorious    | Remco Evenepoel    |
| 8 mei  | 3       | Vasto – Melfi                    | 213          | Heuvelrit           | Michael Matthews       | Team Jayco AlUla      | Remco Evenepoel    |
| 9 mei  | 4       | Venosa – Lago Laceno             | 175          | Heuvelrit           | Aurélien Paret-Peintre | AG2R-Citroën          | Andreas Leknessund |
| 10 mei | 5       | Atripalda – Salerno              | 171          | Heuvelrit           | Kaden Groves           | Alpecin-Deceuninck    | Andreas Leknessund |
| 11 mei | 6       | Napels – Napels                  | 162          | Heuvelrit           | Mads Pedersen          | Trek-Segafredo        | Andreas Leknessund |
| 12 mei | 7       | Capua – Gran Sasso               | 218          | Bergrit             | Davide Bais            | EOLO-Kometa           | Andreas Leknessund |
| 13 mei | 8       | Terni – Fossombrone              | 207          | Heuvelrit           | Ben Healy              | EF Education-EasyPost | Andreas Leknessund |
| 14 mei | 9       | Savignano sul Rubicone – Cesena  | 35           | Individuele tijdrit | Remco Evenepoel        | Soudal Quick-Step     | Remco Evenepoel    |
| 15 mei | Rustdag | Rustdag                          | Rustdag      | Rustdag             | Rustdag                | Rustdag               | Rustdag            |
| 16 mei | 10      | Scandiano – Viareggio            | 196          | Heuvelrit           | Magnus Cort            | EF Education-EasyPost | Geraint Thomas     |
| 17 mei | 11      | Camaiore – Tortona               | 219          | Heuvelrit           | Pascal Ackermann       | UAE Team Emirates     | Geraint Thomas     |
| 18 mei | 12      | Bra – Rivoli                     | 179          | Heuvelrit           | Nico Denz              | BORA-hansgrohe        | Geraint Thomas     |
| 19 mei | 13      | Le Châble – Crans-Montana        | 75           | Bergrit             | Einer Rubio            | Movistar Team         | Geraint Thomas     |
| 20 mei | 14      | Sierre – Cassano Magnago         | 195          | Heuvelrit           | Nico Denz              | BORA-hansgrohe        | Bruno Armirail     |
| 21 mei | 15      | Seregno – Bergamo                | 195          | Bergrit             | Brandon McNulty        | UAE Team Emirates     | Bruno Armirail     |
| 22 mei | Rustdag | Rustdag                          | Rustdag      | Rustdag             | Rustdag                | Rustdag               | Rustdag            |
| 23 mei | 16      | Sabbio Chiese – Monte Bondone    | 203          | Bergrit             | João Almeida           | UAE Team Emirates     | Geraint Thomas     |
| 24 mei | 17      | Pergine Valsugana – Caorle       | 197          | Vlakke rit          | Alberto Dainese        | Team DSM              | Geraint Thomas     |
| 25 mei | 18      | Oderzo – Zoldo Alto              | 161          | Bergrit             | Filippo Zana           | Team Jayco AlUla      | Geraint Thomas     |
| 26 mei | 19      | Longarone – Tre Cime di Lavaredo | 183          | Bergrit             | Santiago Buitrago      | Bahrain-Victorious    | Geraint Thomas     |
| 27 mei | 20      | Tarvisio – Monte Lussari         | 18.6         | Individuele tijdrit | Primož Roglič          | Team Jumbo-Visma      | Primož Roglič      |
| 28 mei | 21      | Rome – Rome                      | 126          | Vlakke rit          | Mark Cavendish         | Astana Qazaqstan      | Primož Roglič      |

## Klassementenverloop
| Etappe      | Winnaar                | Algemeen klassement | Puntenklassement | Bergklassement     | Jongerenklassement  | Ploegenklassement  |
| 1           | Remco Evenepoel        | Remco Evenepoel     | Remco Evenepoel1 | Tao Geoghegan Hart | Remco Evenepoel2    | INEOS Grenadiers   |
| 2           | Jonathan Milan         | Remco Evenepoel     | Jonathan Milan   | Paul Lapeira       | Remco Evenepoel2    | UAE Team Emirates  |
| 3           | Michael Matthews       | Remco Evenepoel     | Jonathan Milan   | Thibaut Pinot      | Remco Evenepoel2    | UAE Team Emirates  |
| 4           | Aurélien Paret-Peintre | Andreas Leknessund  | Jonathan Milan   | Thibaut Pinot      | Andreas Leknessund3 | INEOS Grenadiers   |
| 5           | Kaden Groves           | Andreas Leknessund  | Jonathan Milan   | Thibaut Pinot      | Andreas Leknessund3 | INEOS Grenadiers   |
| 6           | Mads Pedersen          | Andreas Leknessund  | Jonathan Milan   | Thibaut Pinot      | Andreas Leknessund3 | INEOS Grenadiers   |
| 7           | Davide Bais            | Andreas Leknessund  | Jonathan Milan   | Davide Bais        | Andreas Leknessund3 | INEOS Grenadiers   |
| 8           | Ben Healy              | Andreas Leknessund  | Jonathan Milan   | Davide Bais        | Andreas Leknessund3 | INEOS Grenadiers   |
| 9           | Remco Evenepoel        | Remco Evenepoel4    | Jonathan Milan   | Davide Bais        | Remco Evenepoel4    | INEOS Grenadiers   |
| 10          | Magnus Cort Nielsen    | Geraint Thomas      | Jonathan Milan   | Davide Bais        | João Almeida        | INEOS Grenadiers   |
| 11          | Pascal Ackermann       | Geraint Thomas      | Jonathan Milan   | Davide Bais        | João Almeida        | INEOS Grenadiers   |
| 12          | Nico Denz              | Geraint Thomas      | Jonathan Milan   | Davide Bais        | João Almeida        | Jumbo-Visma        |
| 13          | Einer Rubio            | Geraint Thomas      | Jonathan Milan   | Thibaut Pinot      | João Almeida        | Jumbo-Visma        |
| 14          | Nico Denz              | Bruno Armirail      | Jonathan Milan   | Davide Bais        | João Almeida        | Bahrain-Victorious |
| 15          | Brandon McNulty        | Bruno Armirail      | Jonathan Milan   | Davide Bais        | João Almeida        | Bahrain-Victorious |
| 16          | João Almeida           | Geraint Thomas      | Jonathan Milan   | Ben Healy          | João Almeida        | Bahrain-Victorious |
| 17          | Alberto Dainese        | Geraint Thomas      | Jonathan Milan   | Ben Healy          | João Almeida        | Bahrain-Victorious |
| 18          | Filippo Zana           | Geraint Thomas      | Jonathan Milan   | Thibaut Pinot      | João Almeida        | Bahrain-Victorious |
| 19          | Santiago Buitrago      | Geraint Thomas      | Jonathan Milan   | Thibaut Pinot      | João Almeida        | Bahrain-Victorious |
| 20          | Primož Roglič          | Primož Roglič       | Jonathan Milan   | Thibaut Pinot      | João Almeida        | Bahrain-Victorious |
| 21          | Mark Cavendish         | Primož Roglič       | Jonathan Milan   | Thibaut Pinot      | João Almeida        | Bahrain-Victorious |
| Eindstanden | Eindstanden            | Primož Roglič       | Jonathan Milan   | Thibaut Pinot      | João Almeida        | Bahrain-Victorious |

1 De paarse trui werd in de tweede etappe gedragen door Filippo Ganna die tweede stond achter Remco Evenepoel die in de leiderstrui reed.
2 De witte trui werd in de tweede en derde etappe gedragen door Brandon McNulty die derde stond, omdat Remco Evenepoel in de leiderstrui reed en nummer twee João Almeida in zijn Portugese kampioenstrui reed. In de vierde etappe werd deze gedragen door Ilan Van Wilder die derde stond.
3 De witte trui werd in de vijfde tot en met achtste etappe gedragen door Thymen Arensman die vierde stond na Evenepoel (2e) die in de wereldkampioenstrui reed en Almeida. In de negende etappe (tijdrit) werd de trui door Almeida gedragen.
4In de tiende etappe werd na de terugtrekking van Evenepoel de roze trui gedragen door Geraint Thomas (nummer twee in het algemeen klassement) en de witte trui door João Almeida (nummer twee in het jongerenklassement).

## Eindklassementen

### Algemeen klassement
| Plaats    | Naam               | Ploeg              | Tijd      |
| --------- | ------------------ | ------------------ | --------- |
| Roze trui | Primož Roglič      | Team Jumbo-Visma   | 85u29'02" |
| 2         | Geraint Thomas     | INEOS Grenadiers   | + 14"     |
| 3         | João Almeida       | UAE Team Emirates  | + 1'15"   |
| 4         | Damiano Caruso     | Bahrain-Victorious | + 4'40"   |
| 5         | Thibaut Pinot      | Groupama-FDJ       | + 5'43"   |
| 6         | Thymen Arensman    | INEOS Grenadiers   | + 6'05"   |
| 7         | Eddie Dunbar       | Team Jayco AlUla   | + 7'30"   |
| 8         | Andreas Leknessund | Team DSM           | + 7'31"   |
| 9         | Lennard Kämna      | BORA-hansgrohe     | + 7'46"   |
| 10        | Laurens De Plus    | INEOS Grenadiers   | + 9'08"   |

### Nevenklassementen
| Puntenklassement |                  |                          |        |
| Plaats           | Naam             | Ploeg                    | Punten |
| Paarse trui      | Jonathan Milan   | Bahrain-Victorious       | 217    |
| 2                | Derek Gee        | Israel-Premier Tech      | 164    |
| 3                | Michael Matthews | Team Jayco AlUla         | 101    |
| 4                | Mark Cavendish   | Astana Qazaqstan Team    | 101    |
| 5                | Pascal Ackermann | UAE Team Emirates        | 95     |
|                  |                  |                          |        |
| 23               | Arne Marit       | Intermarché-Circus-Wanty | 40     |
| 46               | Bauke Mollema    | Trek-Segafredo           | 18     |

| Bergklassement |                 |                       |        |
| Plaats         | Naam            | Ploeg                 | Punten |
| Blauwe trui    | Thibaut Pinot   | Groupama-FDJ          | 237    |
| 2              | Derek Gee       | Israel-Premier Tech   | 200    |
| 3              | Ben Healy       | EF Education-EasyPost | 164    |
| 4              | Davide Bais     | EOLO-Kometa           | 144    |
| 5              | Einer Rubio     | Movistar Team         | 118    |
|                |                 |                       |        |
| 50             | Ilan Van Wilder | Soudal Quick-Step     | 4      |
| 53             | Bauke Mollema   | Trek-Segafredo        | 4      |

| Jongerenklassement |                    |                   |           |
| Plaats             | Naam               | Ploeg             | Tijd      |
| Witte trui         | João Almeida       | UAE Team Emirates | 85u30'17" |
| 2                  | Thymen Arensman    | INEOS Grenadiers  | + 4'50"   |
| 3                  | Andreas Leknessund | Team DSM          | + 6'16"   |
| 4                  | Einer Rubio        | Movistar Team     | + 9'28"   |
| 5                  | Ilan Van Wilder    | Soudal Quick-Step | + 10'43"  |

| Ploegenklassement (tijd) |                          |            |
| Plaats                   | Ploeg                    | Tijd       |
| 1                        | Bahrain-Victorious       | 256u21'18" |
| 2                        | INEOS Grenadiers         | + 16'22"   |
| 3                        | Team Jumbo-Visma         | + 30'40"   |
| 4                        | UAE Team Emirates        | + 51'53"   |
| 5                        | AG2R-Citroën             | + 1u21'30" |
|                          |                          |            |
| 14                       | Intermarché-Circus-Wanty | + 5u12'59" |

1e etappe ·
2e etappe ·
3e etappe ·
4e etappe ·
5e etappe ·
6e etappe ·
7e etappe ·
8e etappe ·
9e etappe ·
10e etappe ·
11e etappe ·
12e etappe ·
13e etappe ·
14e etappe ·
15e etappe ·
16e etappe ·
17e etappe ·
18e etappe ·
19e etappe ·
20e etappe ·
21e etappe
Startlijst · Eindstanden · Afbeeldingen
 winnaars · 
roze trui · 
  puntenklassement · 
  bergklassement · 
 jongerenklassement · 
 intergiro · 
 ploegenklassement · 
 strijdlust · 
 zwarte trui
Giro d'Italia Next Gen · Giro Donne · Cima Coppi
 Belgische rozetruidragers · etappewinnaars
 Nederlandse rozetruidragers · etappewinnaars
Mannen:
1909 · 
1910 · 
1911 · 
1912 · 
1913 · 
1914 · 
1919 · 
1920 · 
1921 · 
1922 · 
1923 · 
1924 · 
1925 · 
1926 · 
1927 · 
1928 · 
1929 · 
1930 · 
1931 · 
1932 · 
1933 · 
1934 · 
1935 · 
1936 · 
1937 · 
1938 · 
1939 · 
1940 · 
1946 · 
1947 · 
1948 · 
1949 · 
1950 · 
1951 · 
1952 · 
1953 · 
1954 · 
1955 · 
1956 · 
1957 · 
1958 · 
1959 · 
1960 · 
1961 · 
1962 · 
1963 · 
1964 · 
1965 · 
1966 · 
1967 · 
1968 · 
1969 · 
1970 · 
1971 · 
1972 · 
1973 · 
1974 · 
1975 · 
1976 · 
1977 · 
1978 · 
1979 · 
1980 · 
1981 · 
1982 · 
1983 · 
1984 · 
1985 · 
1986 · 
1987 · 
1988 · 
1989 · 
1990 · 
1991 · 
1992 · 
1993 · 
1994 · 
1995 · 
1996 · 
1997 · 
1998 · 
1999 · 
2000 · 
2001 · 
2002 · 
2003 · 
2004 · 
2005 · 
2006 · 
2007 · 
2008 · 
2009 · 
2010 · 
2011 · 
2012 · 
2013 · 
2014 · 
2015 · 
2016 · 
2017 · 
2018 · 
2019 · 
2020 · 
2021 · 
2022 · 
2023 · 
2024 · 
2025
Vrouwen:
1988 · 
1989 · 
1990 · 
1991 ·
1992 ·
1993 · 
1994 · 
1995 · 
1996 · 
1997 · 
1998 · 
1999 · 
2000 · 
2001 · 
2002 · 
2003 · 
2004 · 
2005 · 
2006 · 
2007 · 
2008 · 
2009 · 
2010 · 
2011 · 
2012 ·
2013 · 
2014 ·
2015 ·
2016 ·
2017 ·
2018 ·
2019 ·
2020 ·
2021 ·
2022 ·
2023 ·
2024 ·
2025
Tour Down Under ·
Great Ocean Road Race ·
Ronde van de Verenigde Arabische Emiraten ·
Omloop Het Nieuwsblad ·
Strade Bianche ·
Parijs-Nice · 
Tirreno-Adriatico · 
Milaan-San Remo ·
Ronde van Catalonië ·
Classic Brugge-De Panne ·
E3 Saxo Bank Classic ·
Gent-Wevelgem ·
Dwars door Vlaanderen ·
Ronde van Vlaanderen ·
Ronde van het Baskenland ·
Parijs-Roubaix ·
Amstel Gold Race ·
Waalse Pijl ·
Luik-Bastenaken-Luik ·
Ronde van Romandië ·
Eschborn-Frankfurt ·
Ronde van Italië ·
Critérium du Dauphiné ·
Ronde van Zwitserland ·
Ronde van Frankrijk ·
Clásica San Sebastián ·
Ronde van Polen ·
BEMER Cyclassics ·
Renewi Tour ·
Ronde van Spanje ·
Bretagne Classic ·
GP van Quebec ·
GP van Montréal ·
Ronde van Lombardije ·
Ronde van Guangxi